# ウォリス・フツナの旗

公式の旗

非公式の旗（現行デザイン）

非公式の旗（旧デザインfrom the CIA world facts book）

ウォリス・フツナの旗（ウォリス・フツナのはた）は、1985年に制定されたウォリス・フツナ諸島（フランス海外領）の国旗である。しかしこの旗は非公式であり、公式にはフランス国旗（三色旗）が使用されている。

## 経緯
1837年、フランスの赤色船舶旗でありキリスト教伝道師のシンボルである赤地に白いマルタ十字の図柄が、ウベア王のラベルア1世の王旗として採用されて以来、デザインが少しずつ変更されていった。
1886年フランスとの間に保護条約を締結した際に、ウベアのアミーリャ女王はこの図柄を基に、カントンにフランス三色旗を加えてほぼ現在の形になり、1985年に図柄を改め完全に現在の形になった。